# Banca Popolare di Verona
La Banca Popolare di Verona (BPV) S.C. già Banca Mutua Popolare di Verona, è stata un istituto di credito italiano.
Nel 1996 cambiò denominazione in Banca Popolare di Verona — Banco S. Geminiano e S. Prospero (BPV BSGSP) che il 1º giugno 2002 si unì alla Banca Popolare di Novara dando vita al Banco Popolare di Verona e Novara, il quale il 1º luglio 2007 si fuse con la Banca Popolare Italiana (ex Banca Popolare di Lodi) fondando il gruppo bancario Banco Popolare.
Dal 27 dicembre 2011 Banca Popolare di Verona oltre che un marchio del gruppo Banco Popolare, che contraddistingue le sue filiali poste in Veneto, in Friuli-Venezia Giulia e in Lombardia, ne è anche una sua Divisione con sede a Verona, con la quale s'estende anche in Trentino, Emilia-Romagna e nelle Marche, che comprende le due Direzioni territoriali Banca Popolare di Verona - cui fanno capo le aree Banco San Marco e Banca Popolare del Trentino — e Banco S. Geminiano e S. Prospero, cui fa capo l'area "Cassa di Risparmio di Imola".

## Storia
La Banca Mutua Popolare di Verona venne fondata il 21 giugno 1867, settima in ordine di tempo tra le banche popolari italiane.
Il primo sportello vide la luce nel 1927 nella città di Verona, per poi espandersi al di fuori dell'agglomerato urbano nel 1933. La crescita patrimoniale consolidata negli anni intercorsi tra la fondazione e l'apertura di sportelli al pubblico, consentì alla banca di non risentire della crisi economica del 1929.
Diverse le acquisizioni di altre società di credito, dalla prima del 1935 nei confronti della Banca Cattolica Veronese, protratta negli anni con la prima OPA del mercato italiano, nel 1988 per incorporazione della Banca Popolare di Castiglione delle Stiviere, nel 1993 per l'acquisizione del Banco S. Geminiano e S. Prospero di Modena.

### Banca Popolare di Verona - Banco S. Geminiano e S. Prospero
Con l'incorporazione dell'istituto modenese nel 1996 il nome dell'istituto di credito veronese mutò in Banca Popolare di Verona - Banco S. Geminiano e S. Prospero, di cui ne diventò un marchio.
Nel 1997 acquisì il controllo del Credito Bergamasco.
Dal 1998 al 31 maggio 2002 è stato quotato alla Borsa di Milano.
Il 1º giugno 2002 si unì alla Banca Popolare di Novara dando vita al Banco Popolare di Verona e Novara Soc.Coop.a r.l. (BPVN), uno dei maggiori istituti nazionali e quotato alla Borsa valori di Milano nell'allora S&P Mib.

### Marchio BPV
Dal 1º giugno 2002 al 30 giugno 2007 la BPV è stata un brand della nuova holding Banco Popolare di Verona e Novara.
Dal 1º luglio 2007 la BPV è stata un marchio della Banca Popolare di Verona - S. Geminiano e S. Prospero S.p.A., nata contestualmente alla fusione tra il Banco Popolare di Verona e Novara e la Banca Popolare Italiana (ex Banca Popolare di Lodi) che hanno fondato il gruppo bancario Banco Popolare, fino al 27 dicembre 2011 quando in seguito alla sua fusione nella capogruppo Banco Popolare, diventa un marchio della capogruppo.
Con la nascita del Banco BPM, la sede storica dell'istituto creditizio veronese, Palazzo Scarpa, viene scelta come sede amministrativa del nuovo soggetto bancario.

## Il vecchio logo

Vecchio logo della Banca Popolare di Verona, in uso fino alle fusioni del terzo millennio

Il vecchio logo dell'istituto fu disegnato da Carlo Scarpa in occasione del suo incarico (1973) per il progetto della sede centrale a Verona, in piazza Nogara, con Arrigo Rudi, completata solo nel 1978. Carlo Scarpa studia un lettering molto semplice, un unico elemento semplice che ruotando diviene prima b, poi p e v, formando la sigla della Banca Popolare di Verona: bpv.
Questo criterio grafico fu già messo in pratica dallo stesso architetto nel 1960 nel cimitero di Udine, presso la tomba Zilio, per comporre il cognome nell'epigrafe, utilizzando un tratto orizzontale e sei doppie barrette verticali.
Studiò una composizione simile anche per i sepolcri dei coniugi Brion a San Vito di Altivole (Treviso) del 1970-1973. Un'applicazione probabilmente ancora precedente del lettering è quella al logo del Camping Fusina di Venezia, fondato dall'avvocato Giorgio Falcon presso la località Fusina sulla terraferma del capoluogo lagunare.

## Divisione Banca Popolare di Verona
Dal 27 dicembre 2011 Banca Popolare di Verona è una Divisione del gruppo Banco Popolare, presente prevalentemente nel nord-est (non più in Alto Adige dal dicembre 2014) ed in misura marginale in Lombardia e nelle Marche, articolata nelle due Direzioni territoriali: 
- Banca Popolare di Verona: con sede a Verona che comprende le filiali poste in Veneto, in Friuli-Venezia Giulia (ad eccezione della provincia di Gorizia) ed in Lombardia (nelle province di Brescia e di Mantova).
A questa Direzione territoriale fanno capo le aree:
  - Banco San Marco: nella città metropolitana di Venezia
  - Banca Popolare del Trentino: nella provincia autonoma di Trento
- Banco S. Geminiano e S. Prospero: con sede a Modena che include le filiali poste in Emilia-Romagna (escluse le province di Parma e Piacenza), in Lombardia nella provincia di Mantova e nelle Marche nella provincia di Pesaro e Urbino
A questa Direzione territoriale fa capo l'area:
  - "Cassa di Risparmio di Imola": con gli sportelli posti nella città metropolitana di Bologna.
L'istituto di credito era stato costituito con rescritto pontificio, nel 1855, sei anni prima dell'Unità d'Italia.
Nel 2000 confluisce nel Gruppo dell'allora Banca Popolare di Lodi. Dal 1º luglio 2007 con la nascita del Banco Popolare ricompare il suo storico marchio, che il 1º luglio 2012 viene trasferito con i suoi sportelli, dalla Divisione della Banca Popolare di Lodi a questa Direzione territoriale.